# Les Adoptés
Pour plus de détails, voir Fiche technique et Distribution.
Les Adoptés est un film français réalisé par Mélanie Laurent, sorti le 23 novembre 2011. C'est le premier long métrage de Mélanie Laurent en tant que réalisatrice, après deux courts-métrages en 2008.

## Synopsis
Une famille de femmes que la vie a souvent bousculée mais qui est parvenue avec le temps à apprivoiser les tumultes. Les hommes ont peu de place dans cette vie et naturellement quand l'une d'entre elles tombe amoureuse tout vacille. L'équilibre est à redéfinir et tout le monde s'y emploie tant bien que mal. Mais le destin ne les laissera souffler que peu de temps avant d'imposer une autre réalité. La famille devra alors tout réapprendre. La mécanique de l'adoption devra à nouveau se mettre en marche forçant chacun à prendre une nouvelle place…

## Fiche technique
- Réalisation : Mélanie Laurent
- Scénario : Mélanie Laurent, Morgan Perez et Christophe Deslandes
- Montage : Guerric Catala
- Photographie : Arnaud Potier
- Musique : Jonathan Morali
- Producteur : Bruno Levy
- Production : Move Movie
- Distribution France : Studiocanal
- Date de sortie :
  - France : 23 novembre 2011

## Distribution
- Mélanie Laurent : Lisa
- Denis Ménochet : Alex
- Clémentine Célarié : Millie
- Audrey Lamy : Clémence
- Marie Denarnaud : Marine
- Théodore Maquet-Foucher : Léo
- Margaux Teissier : Lisa enfant

## Autour du film

### Genèse et tournage du film
Mélanie Laurent a écrit le rôle de Marine spécialement pour Marie Denarnaud.
Lors du tournage des scènes impliquant Mélanie Laurent en tant qu'actrice, celle-ci s'est appuyée sur son coscénariste, Morgan Perez, et sur la scripte, Donatienne De Gorostarzu, pour la mise en scène.
Lieux de tournage à Lyon : place Fernand Rey (librairie, accident), cour des Voraces, rue Rivet, place Rouville 1°arrdt / parc de la Tête d'Or 6e arrdt. / hôpital Jean Mermoz 8e arrdt.

### Réception critique
| |  |  |
| Les actrices principales Mélanie Laurent et Marie Denarnaud à une avant-première du film, en 2011. |  |  |

La critique a été globalement réservée. Le Monde évoque un film à la tonalité « douceâtre », qui ne fait pas d'étincelles (« tout est lisse dans ce film, depuis les décors déréalisés qui pourraient avoir été conçus pour le théâtre ou pour une sitcom, jusqu'à la sensualité dégoulinante des amants, en passant par les passions culturellement correctes des deux personnages »). Le journal regrette également le sort fait aux personnages et à leurs ressorts psychologiques, restés « sans réponse, et sans mystère ». Télérama évoque un film plutôt maniéré qui cherche un équilibre « entre mélodrame et fantaisie » sans le trouver. Selon l'hebdomadaire culturel, le film parvient à fonctionner dans la légèreté mais se réfugie dans les conventions dès que la tragédie éclate (« jouer autant sur le pouvoir lacrymogène de l'hôpital reste une facilité »). Les Inrockuptibles formule la même remarque quant à la tonalité du film et son déséquilibre : « le film démarre plutôt bien, sur la ligne minimale d'une comédie romantique, avant de basculer, par un coup de scénario artificiel, dans une tragédie du deuil jouée en surrégime ». Le journal déplore l'« inanité » du propos, ainsi que des « affèteries de mise en scène très pub (flous, décadrages et ralentis pour cautions de poésie) ». Le Figaro déplore « des longueurs et des scènes superflues » ainsi que « des personnages secondaires un peu bancals » mais loue une mise en scène inspirée : « les procédés aboutissent parfois à une préciosité un peu mièvre, mais dans les meilleurs moments, la réalisatrice touche les cordes sensibles avec un doigté élégant ». Le Parisien parle d'une « histoire drôle, attachante, moderne dans sa première demi-heure ». Critikat décrit un film « aussi vivant que les pages d’un catalogue Ikéa », porté par un discours « édifiant », incapable de faire preuve d'un peu « d’humilité et de distance ». Le site culturel note « l’insupportable prétention » des dialogues, l'antipathie provoquée par les personnages (n'existant que « pour leur valeur symbolique et binaire ») et le maniérisme vide et publicitaire de la mise en scène (la réalisatrice multipliant « les cadrages alambiqués sans se demander un seul instant quel sens leur donner »). Le Point déplore « un scénario faiblard, une insistance dans le propos et les intentions, des dialogues qui essaient de nous imposer maladroitement des personnages où tout sonne un peu faux, un peu forcé ». Au Masque et la plume, Michel Ciment salue l'ambition du projet mais souligne la mièvrerie et l'artificialité de la mise-en-scène. Jean-Marc Lalanne évoque un film « irritant », « trop joli, trop mignon », peuplé de personnages « qui minaudent ». Sophie Avon mentionne le geste « très assuré de metteur-en-scène », même s'il est un peu maniéré. La journaliste évoque un ensemble « assez gracieux et maîtrisé ». Pierre Murat évoque un film « vide », « sans grand intérêt », qui veut « bien faire et qui sent l'effort ».

## Distinctions
- Prix du public et du jury des jeunes au Festival international des jeunes réalisateurs de Saint-Jean-de-Luz
- Prix Lumières 2012 : Prix Lumière du meilleur espoir masculin pour Denis Ménochet